# Храпатый, Николай Григорьевич
Никола́й Григо́рьевич Храпа́тый (13 января 1940, Жариково, Гродековский район, Уссурийская область, Приморский край, СССР — 26 марта 1992, Владивосток, Россия) — советский и российский гидротехник и педагог. Доктор технических наук (1981), профессор (1984). Ректор Дальневосточного политехнического института (1984—1992). Член-корреспондент Академии технологических наук РФ.

## Биография
Родился 13 января 1940 года в селе Жариково Приморского края.
В 1962 году окончил ДВПИ имени В. В. Куйбышева, после чего работал мастером строительного управления № 406 во Владивостоке. В 1964—1968 годах учился в аспирантуре при ДВПИ, по её окончании успешно защитил кандидатскую диссертацию. Параллельно работал ассистентом на кафедре. В 1968—1972 годах был заместителем декана инженерно-строительного факультета. В 1972 году стал заведующим кафедрой гидротехники, а год спустя — проректором по учебной работе.
В 1981 году защитил докторскую диссертацию.
С 1984 года занимал пост ректора ДВПИ, в том же году получил учёное звание профессора. По его инициативе в ДВПИ была открыта новая специализация «Сооружения континентального шельфа».
Скончался 26 марта 1992 года.
Н. Г. Храпатый был специалистом в области теории и методики проектирования ледостойких гидротехнических сооружений для добычи нефти и газа, создания технических средств для разведки и освоения ресурсов континентального шельфа. Его многолетняя научная и педагогическая деятельность была посвящена изучению и разработке методов расчёта ледовых нагрузок на гидротехнические сооружения, проблемам физики и механики разрушения морского льда морей и океанов, теории распространения изгибно-гравитационных волн в ледяном покрове, используемой при проектировании судов на воздушной подушке, динамики сооружений и т. д. Им была основана крупная научная школа «Проблемы строительства в замерзающих морях».
Совместно с сотрудниками кафедры гидротехники был автором монографии «Гидротехнические сооружения континентального шельфа», учебника «Морские гидротехнические сооружения на континентальном шельфе», учебных пособий «Технология возведения гидротехнических сооружений морских нефтегазопромыслов», «Ледостойкие гидротехнические сооружения континентального шельфа», «Расчёт плит на упругом Винклеровском основании». Подготовил 10 кандидатов наук.

## Награды
- орден Почёта
- Заслуженный деятель науки и техники РСФСР (1989)

## Память
- В ДВГТУ назначалась стипендия имени Н. Г. Храпатого.